# 新十津川町
新十津川町（日语：／ Shintotsukawa chō */?）為一個位於日本北海道空知綜合振興局中部的城鎮，也是北海道主要的稻米產地之一。東部有石狩川和空知川的交會處以及石狩川右岸，西部有以暑寒別岳為中心的暑寒連峰。
1889年奈良縣吉野郡發生了十津川水災，造成十津川村近三千人無法繼續居住於原本的住所，因此規劃將受災災民集體遷移至此，並命名為「新十津川村」。

## 歷史
1889年8月奈良縣吉野郡十津川村發生水災，造成168人死亡、426戶住宅受損、226公頃田地流失；共約3千人生活受到影響，因此開始尋找日本海內外未開墾之土地，供受災者集體遷移。最後在10月選定了北海道的新移居地點，11月共有600戶2690人分三批經海路由神戶港前往小樽港，集體遷往北海道；期間先在位於瀧川的屯田兵們的住所中渡過冬天，並於隔年6月雪融之後穿越石狩川抵達現在的地點，開始進行開墾。

### 年表
- 1889年8月：奈良縣吉野郡十津川村發生水災，決定進行集體遷村。
- 1890年1月15日：北海道廳設置新十津川村，並設置戶長役場。
- 1890年6月：600戶2490人抵達，開始進行開墾。
- 1902年4月1日：新十津川村成為北海道二級村。
- 1907年4月1日：新十津川村成為北海道一級村。
- 1931年10月10日：札沼北線（後更名為札沼線）的石狩沼田車站至中德富車站（現在的新十津川車站）間通車。
- 1935年10月3日：札沼線全線通車。
- 1957年1月1日：改制為新十津川町。
- 1972年：札沼線新十津川車站以北路段（至石狩沼田車站）停駛。

## 交通

### 鐵路
轄內過去曾有鐵路札沼線通過，並設有七個車站，不過轄內的路線先後在1972年及2020年停止營運，目前已無鐵路通過，目前距離最近的鐵路車站為位於瀧川市的瀧川車站。
- 北海道旅客鐵道
  - 札沼線： 南下德富車站 - 下德富車站（2020年廢除）- 中德富車站（2006年廢除） - 新十津川車站 （2020年廢除） - 石狩橋本車站 - 上德富車站 - 北上德富車站（1972年廢除）

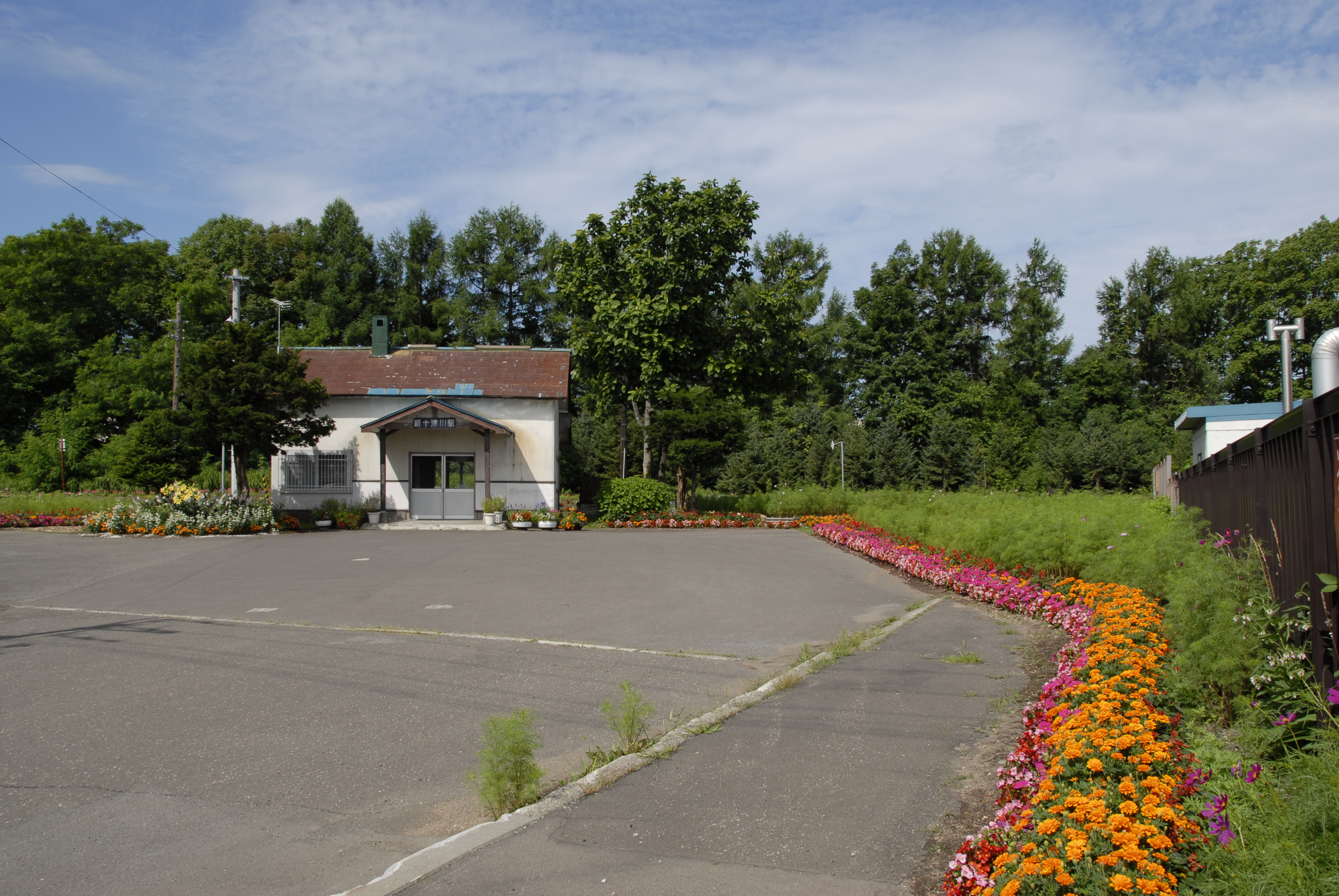
新十津川車站
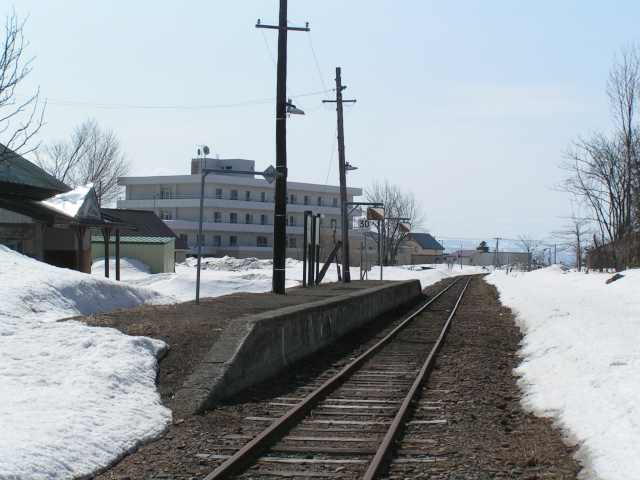
新十津川車站月台

### 道路
| 一般國道 - 國道275號（空知國道） - 國道451號（暑寒國道） | 道道 - 北海道道283號砂川新十津川線 - 北海道道432號暑寒別雨龍停車場線 - 北海道道625號學園新十津川停車場線 - 北海道道990號深川砂川自行車道線 |

### 巴士
- 北海道中央巴士

## 觀光
觀光景點
- 新十津川物語記念館
- 新十津川溫泉

## 教育
高等學校
- 北海道新十津川農業高等學校（日语：北海道新十津川農業高等学校）

中學校
- 新十津川町立新十津川中學校

小學校
- 新十津川町立新十津川小學校

## 本地出身之名人
- 東武：政治家、眾議院議員、北海時報創辦者
- 東季彥：北海時報社長
- 土岐錬太郎：作家
- 大谷勝義：作家
- 朝海幸子：作家
- レオナルド熊：喜劇俳優
- 鉢呂吉雄：政治家、眾議院議員